# Tarya
Tarya est une société israélienne qui gère l'une des principales plates-formes de financement participatif (prêt entre particuliers) en Israël.

## Histoire
Basée à Rosh Haayin, la société a été fondée en 2014 par trois associés (Assaf Shlush, Eyal Elhayany et Varda Lusthaus). Elle possède aujourd'hui des centres de développement en Israël, en Bulgarie, en Ukraine et au Canada.